# Vénus (Maillol)
Vénus est une œuvre du sculpteur français Aristide Maillol. Il s'agit d'une sculpture en bronze. Créée en 1928, elle est installée à Paris, en France.

## Description
L'œuvre est une sculpture en bronze. Elle représente un nu féminin debout.

## Localisation
La sculpture est installée depuis 1964 dans le jardin du Carrousel aux Tuileries, dans le 1er arrondissement de Paris. Elle fait partie d'un ensemble de statues de Maillol exposées en plein air.

## D'autres Vénus de Maillol

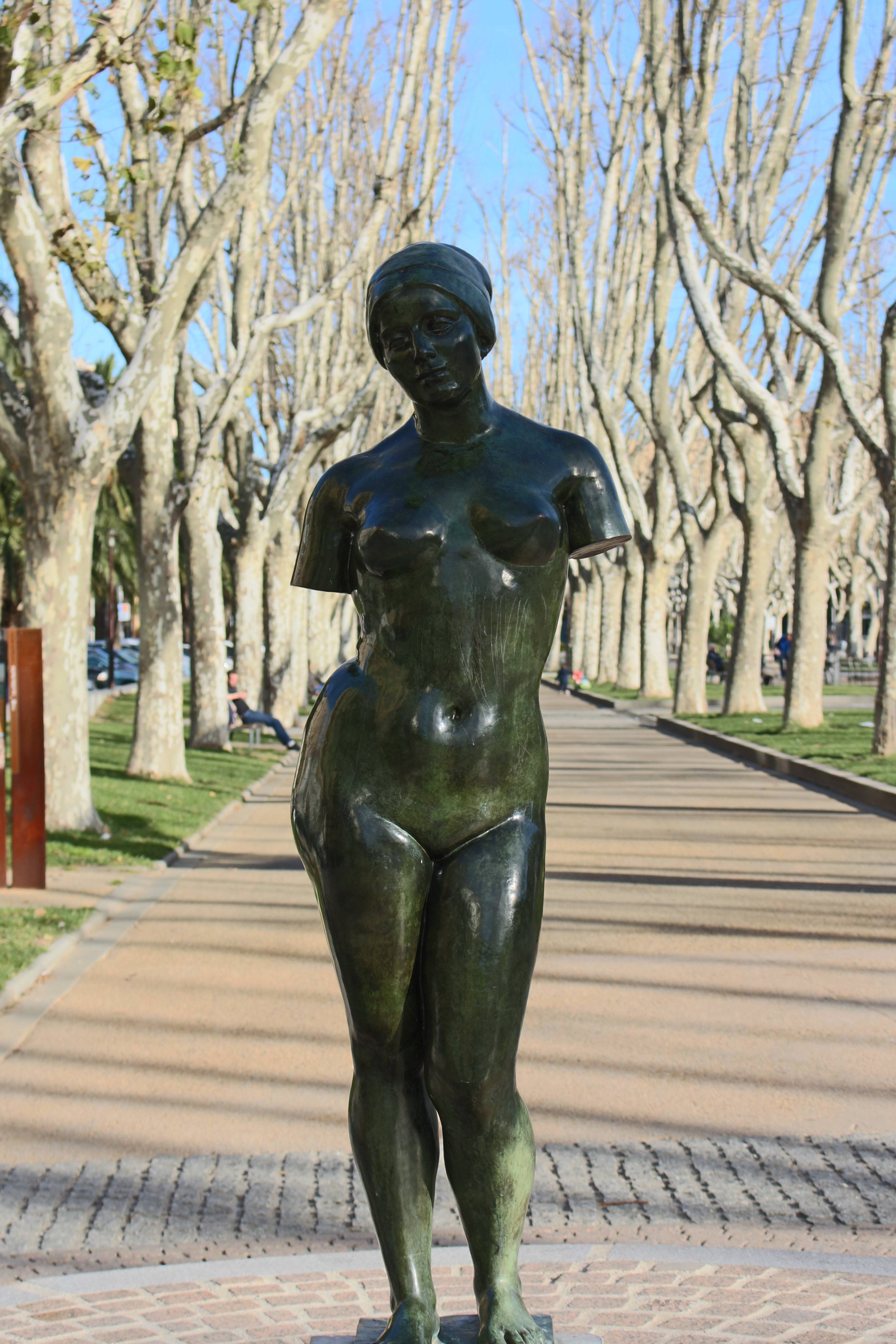
L'Été sans bras, 1911, Perpignan.
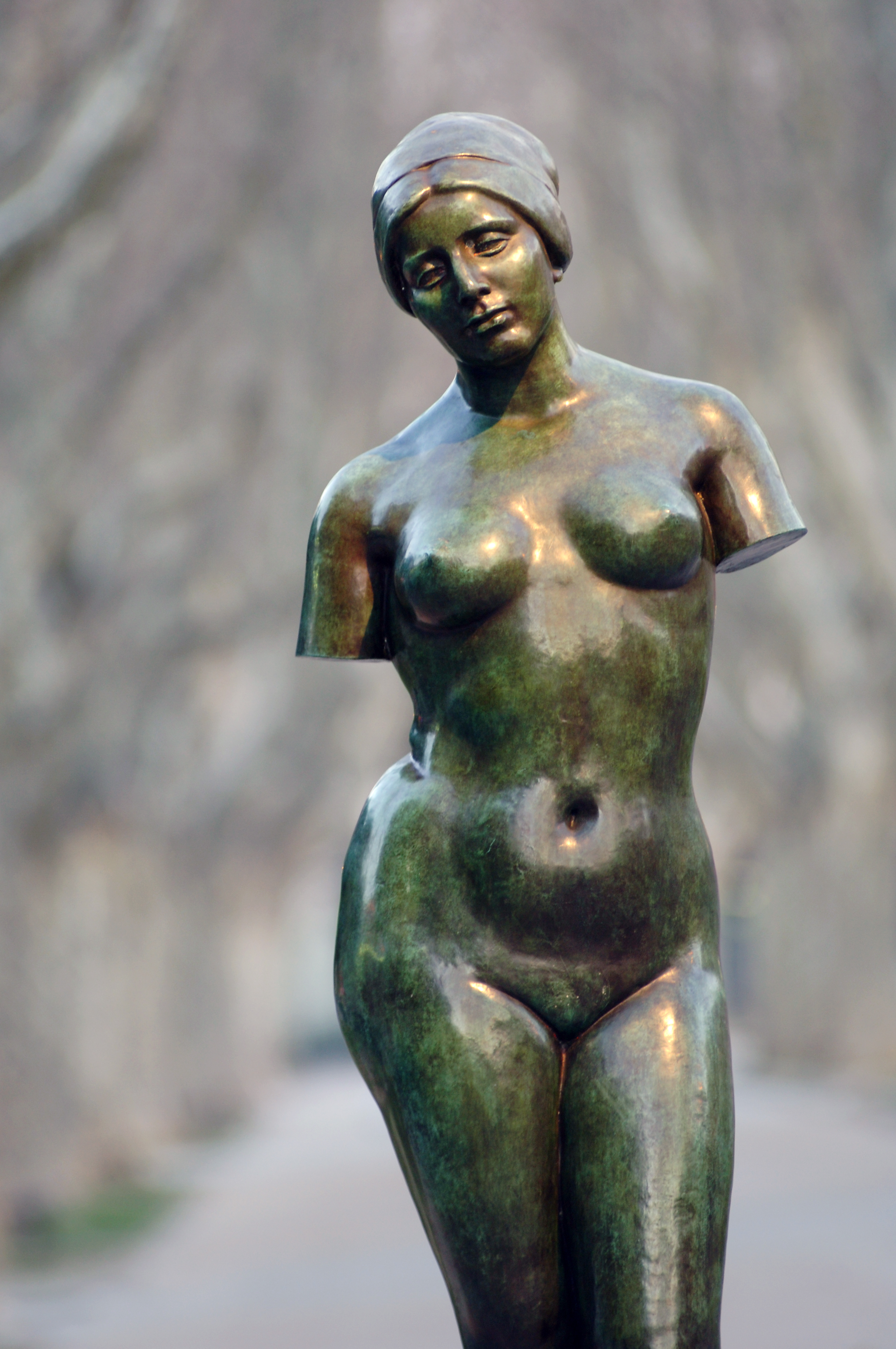
L'Été sans bras, 1911, Perpignan.
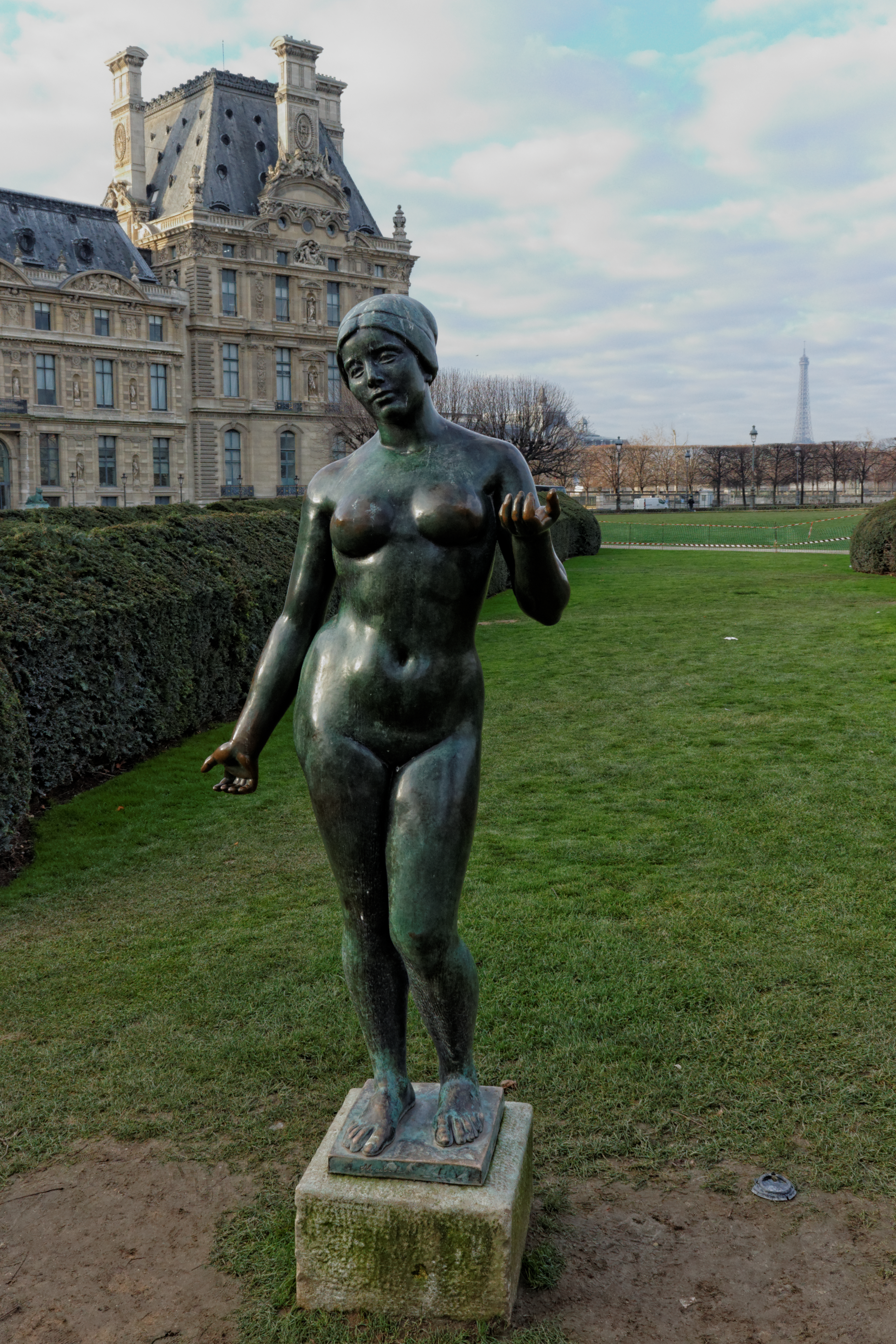
L’Été, 1911, jardin des Tuileries, Paris.
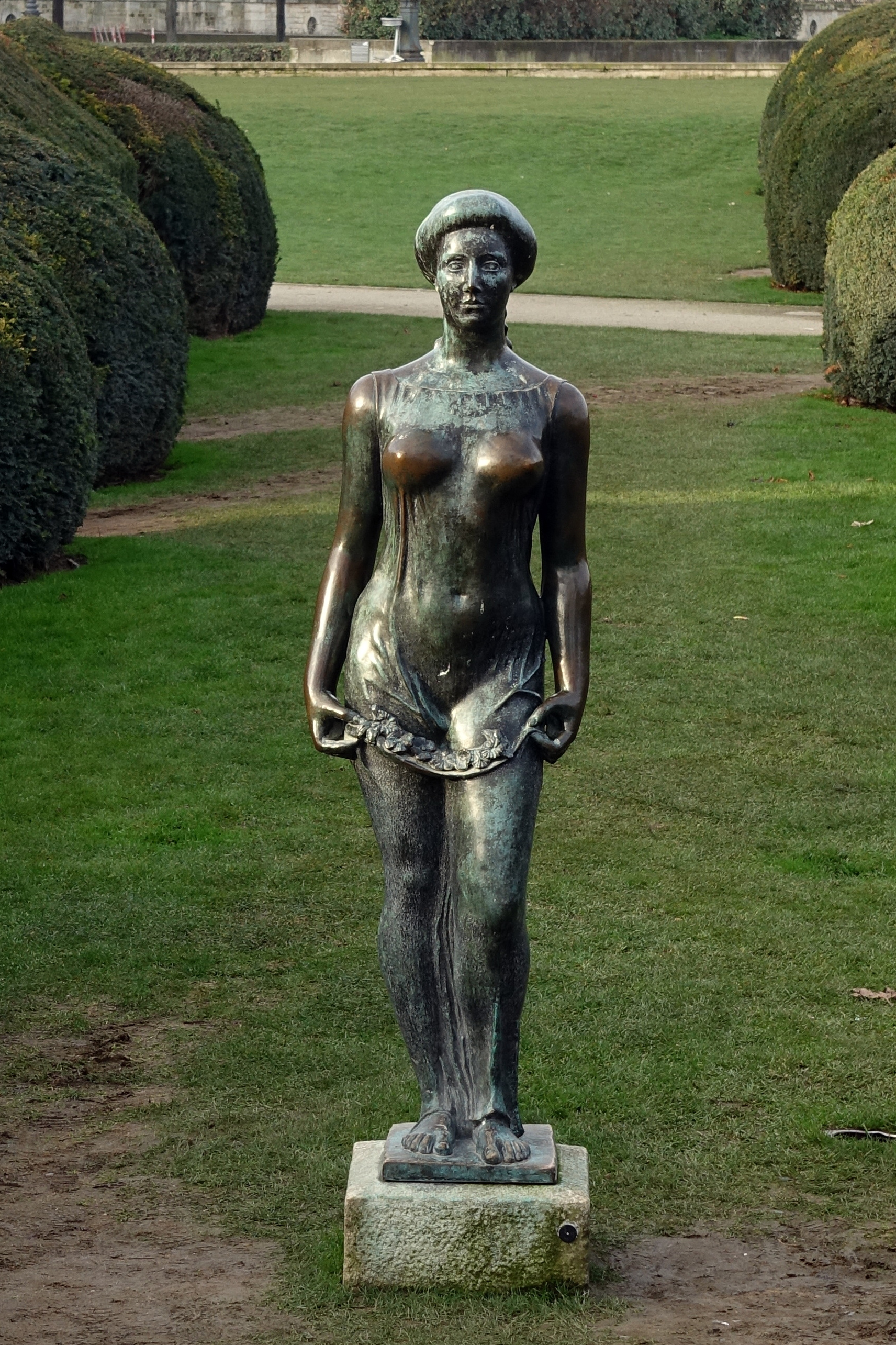
Flore, 1911, jardin des Tuileries, Paris.
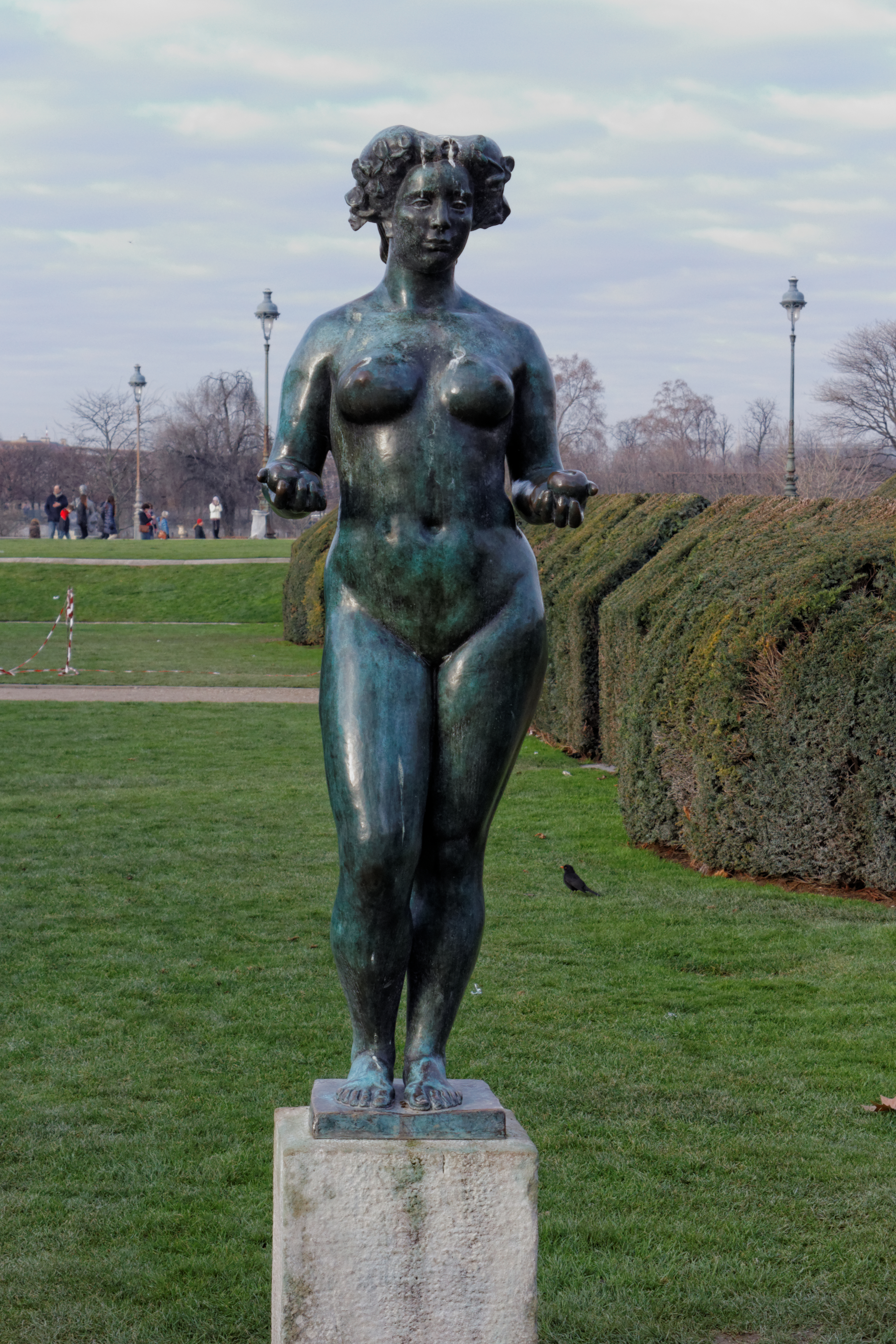
Pomone, 1910, jardin des Tuileries, Paris.
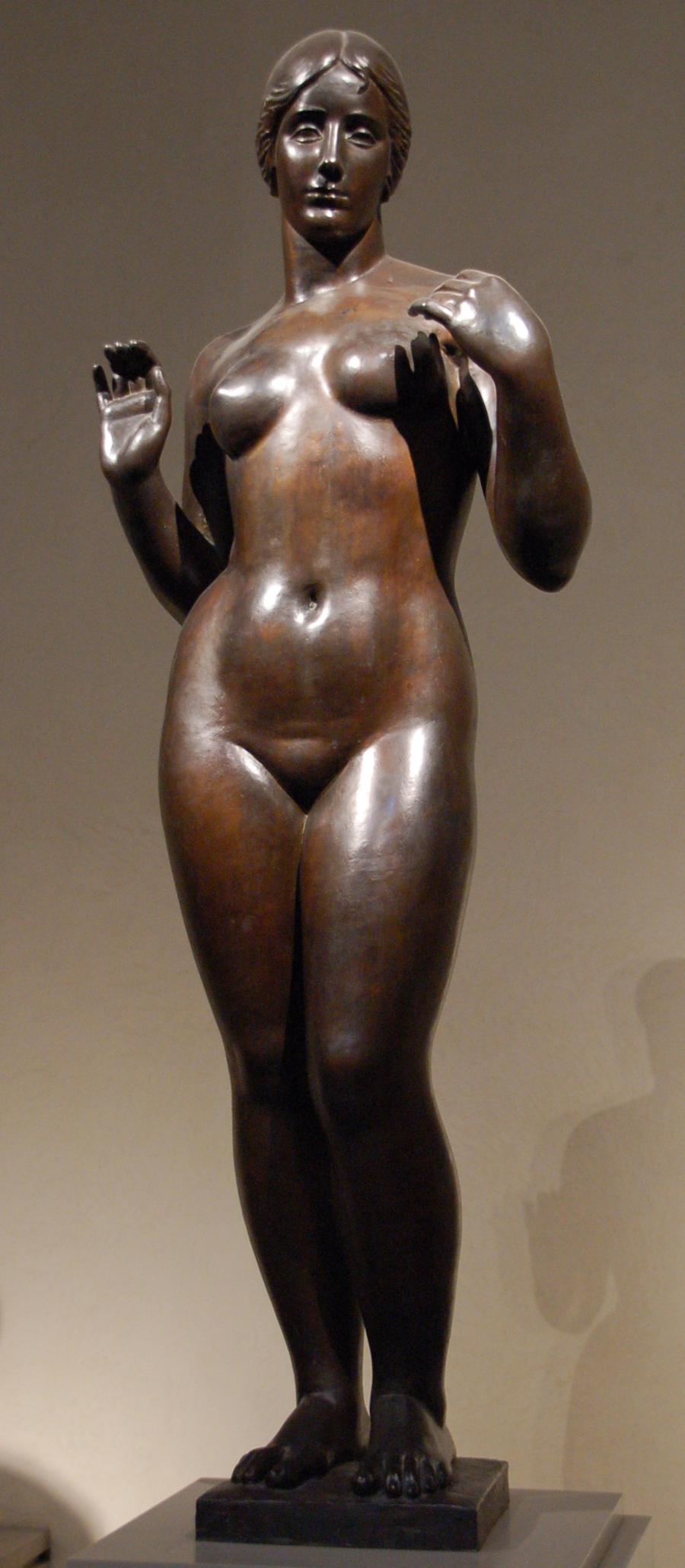
Vénus, Bronze, 1928, musée des beaux-arts de Lyon.
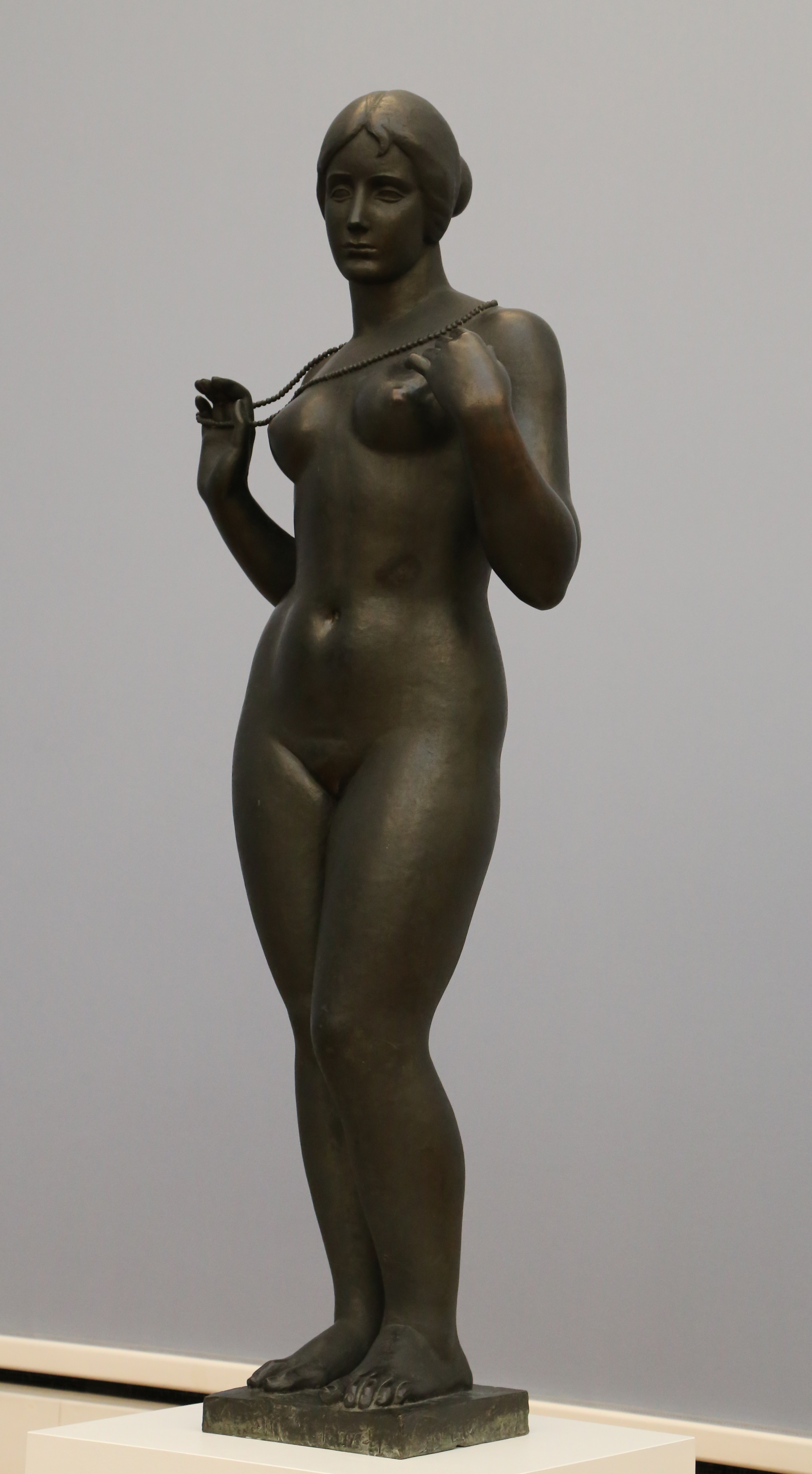
Vénus au collier, Bronze, 1928, Munich Neue Pinakothek.
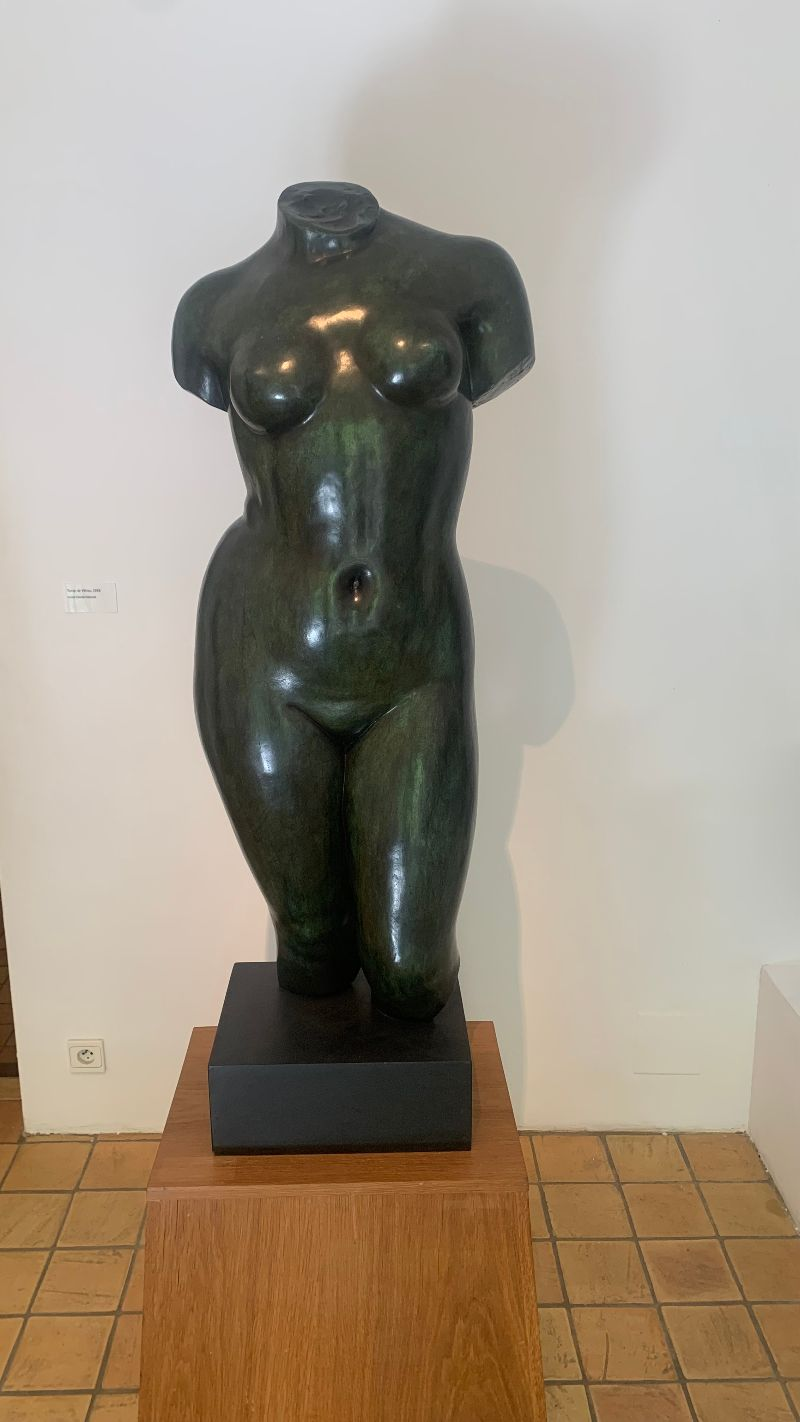
Torse de Vénus, 1918, Musée Maillol de Banyuls-sur-Mer